# Lewotobi
Lewotobi (Indonesisch: Gunung Lewotobi) is een dubbele stratovulkaan op het Indonesische eiland Flores in de provincie Oost-Nusa Tenggara. De twee vulkanen zijn de Lewotobi Laki-Laki (1584 m) en de Lewotobi Perempuan (1703 m). 
De Lewotobi is een actieve vulkaan die in de laatste twee eeuwen zeker 22 erupties heeft gehad met een waarde variërend van 1 tot 3 op de vulkanische-explosiviteitsindex (VEI). 
De uitbarsting van november 2024 kostte minstens tien mensen het leven.
In 2025 waren er opnieuw uitbarstingen van de Lewotobi Laki-Laki.
In het verhaal The Disturber of Traffic van Rudyard Kipling komt de vulkaan voor als Loby Toby.